# 文福镇
文福镇，是中华人民共和国广东省梅州市蕉岭县下辖的一个乡镇级行政单位。

## 行政区划
文福镇下辖以下地区：
文福镇社区、白湖村、鹤湖村、乌土村、红星村、长隆村、坑头村、暗石村和逢甲村。